# Pop på svenska
Denna artikel handlar om Komedas studioalbum Pop på svenska. För Björn Rosenströms album med samma namn, se Björn Rosenström.
Pop på svenska är den svenska musikgruppen Komedas debutalbum, utgivet på North of No South Records 1993. Skivan spelades in i Tonteknik Studios med Pelle Henricsson som producent. Skivan var bandets första och enda studioalbum på svenska.
2001 utgavs skivan på nytt av det amerikanska skivbolaget Minty Fresh under namnet Pop på svenska & Plan 714 till Komeda. På denna utgåva hade även, som titeln antyder, EP-skivan Plan 714 till Komeda inkluderats.

## Låtlista
Alla låtar är skrivna av Komeda (Henrik Andersson, Jonas Holmberg, Marcus Holmberg, Lena Karlsson).

### Originalutgåvan
1. "Oj vilket liv!"
2. "Bonjour Tristesse"
3. "Sen sommar"
4. "Ad Fontes"
5. "Vackra kristaller"
6. "Medicin"
7. "Feeling Fine"
8. "Vals på skare"
9. "Snurrig bossanova"
10. "Stjärna"
11. "Glöd"
12. "En promenix"
13. "Borgo"
14. "Mod"

### 2001 års utgåva
1. "Oj vilket liv!"
2. "Bonjour Tristesse"
3. "Sen sommar"
4. "Ad Fontes"
5. "Vackra kristaller"
6. "Medicin"
7. "Feeling Fine"
8. "Vals på skare"
9. "Snurrig bossanova"
10. "Stjärna"
11. "Glöd"
12. "En promenix"
13. "Borgo"
14. "Mod"
15. "Fuego De La Vida"
16. "Herbamore"
17. "Som i fjal"
18. "En spricka i taket"

## Medverkande
- Bosse Andersson - dragspel
- Henrik Andersson - medverkande musiker
- Blåbert - slagverk
- Fredrik Burstedt - fiol
- Peter Gardemar - fiol
- Anna Harju - viola
- Pelle Henricsson - producent, slagverk, mixning
- Jonas Holmberg - medverkande musiker
- Marcus Holmberg - medverkande musiker
- Kerstin Isaksson - cello
- Jon - slagverk
- Lena Karlsson - medverkande musiker
- Komeda - layout, producent, mixning
- Ingrid Lindskog - harpa
- Martin Stensson - fiol
- P.O. Winberg - valthorn
- Magnus Åström - layout

## Mottagande
Allmusics recensent gav skivan betyget 3/5. Kjell Häglund i Pop (tidskrift) gav skivan betyget 9/10.

### Fotnoter
1. 1 2 3  ”Pop på svenska”. Discogs.com. http://www.discogs.com/Komeda-Pop-P%C3%A5-Svenska/release/1645242. Läst 8 maj 2012.
2. 1 2  Layne, Joshlyn. ”Pop på svenska”. Allmusic.com. http://www.allmusic.com/album/pop-p-svenska-r527355. Läst 8 maj 2012.
3. ↑  Häglund, Kjell. ”Pop på svenska”. Popviminns.wordpress.com. https://popviminns.wordpress.com/2012/06/24/album-komeda-pop-pa-svenska/. Läst 19 augusti 2016.